# Oclusiva uvular eyectiva
La oclusiva uvular eyectiva es un sonido consonántico no pulmonar el cual es usado en algunos idiomas hablados, su símbolo en el alfabeto fonético internacional es el de una oclusiva uvular sorda ⟨q⟩ modificada por el apóstrofo de las consonantes eyectivas, su símbolo equivalente en X-SAMPA es «q_>».

## Características
- Al ser una oclusiva se produce por una detención del flujo de aire y su posterior liberación.
- Su punto de articulación es uvular, que significa que es articulada con la parte trasera de la lengua contra o cerca de la úvula.
- Su tipo de fonación es sorda, lo que significa que las cuerdas vocales no vibran durante la articulación.
- Es una consonante central , lo que significa que se produce dirigiendo la corriente de aire a lo largo del centro de la lengua, en lugar de hacia los lados.
- Es una consonante oral, lo que significa que el aire puede escapar únicamente por la boca.
- El mecanismo de la corriente de aire es eyectivo (egresivo glótico), lo que significa que el aire es expulsado al bombear la glotis hacia arriba.

## Ocurre en
| Idioma      | Idioma             | Palabra             | AFI           | Significado                        | Notas                                            |
| ----------- | ------------------ | ------------------- | ------------- | ---------------------------------- | ------------------------------------------------ |
| Abaza       | Abaza              | къапщы/q̇apśə        | [qʼapɕə]      | 'rojo'                             |                                                  |
| Abjasio     | Abjasio            | аҟаԥшь/aq̇apš        | [aqʼapʃ]      | 'rojo'                             |                                                  |
| Adigués     | Hakuchi            | къӏэ/q̇e             | [qʼa]ⓘ        | 'mano'                             | Dialectal. Corresponde a [ʔ] en otros dialectos. |
| Archi       | Archi              | къам/q̇am            | [qʼam]        | 'copete'                           |                                                  |
| Azerí       | dialecto del norte | qədim               | [qʼæd̪i̞m]      | 'antiguo'                          |                                                  |
| Batsbi      | Batsbi             | ყარ/q̇ar             | [qʼar]        | 'lluvia'                           |                                                  |
| Checheno    | Checheno           | къийг/q̇iyg          | [qʼiːg]       | 'cuevo'                            |                                                  |
| Georgiano   | Georgiano          | ყვავილი/q̇vavili     | [qʼvɑvili]    | 'flor'                             |                                                  |
| Haida       | Haida              | qqayttas            | [qʼajtʼas]    | 'baloncesto'                       |                                                  |
| Laz         | Laz                | მყოროფონი/mqoroponi | [mqʼɔrɔpʰɔni] | 'amando'                           |                                                  |
| lushootseed | lushootseed        | q̓il̕bid              | [qʼil̰bid]     | 'canoas'                           |                                                  |
| Mingreliano | Mingreliano        | ორტყაფუ/orṭq̇apu     | [ɔrtʼqʼapʰu]  | 'cinturón'                         |                                                  |
| Quechua     | Quechua            | q'illu              | [qʼɛʎʊ]       | 'amarillo'                         |                                                  |
| esvano      | esvano             | ჭყინტ/č̣q̇inṭ         | [t͡ʃʼqʼintʼ]   | 'chico'                            |                                                  |
| Tlingit     | Tlingit            | k̲ʼateil             | [qʼʌtʰeːɬ]ⓘ   | ‘lanzador’                         |                                                  |
| Ubijé       | Ubijé              | qʼeqʼe/qʼɜqʼɜ       | [qʼɜqʼɜ]      | 'él/ella lo dijo' o 'él/ella dijo' |                                                  |